# Winterrieden
Winterrieden è un comune tedesco di 904 abitanti, situato nel land della Baviera.